# イェフダー・アルカライ

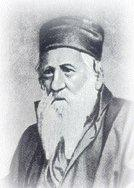
イェフダー（ユダ）・ベン・ソロモン・ハイ・アルカライ

イェフダー（ユダ）・ベン・ソロモン・ハイ・アルカライ（יהודה שלמה אלקלעי (Yәhudhah ben Šәlomoh Alqala‘i), Judah ben Solomon Chai Alkalai, 1798年 オスマン帝国領サラエヴォ - 1878年10月 エルサレム）はバルカン半島とイスラエルの地で活動したラビで、シオニズムの先駆者の一人である。
シオニズム運動の歴史の中で先駆者というと、モーゼス・ヘス、ツヴィ・カリシャーなどと言われる場合が多いが、これは本格的なシオニズムがアシュケナジム社会の中の政治的な運動として始まった、などと語られることが多いためである（アシュケナジム・セファルディムとは、シナゴーグ・生活面での宗教的伝統、言語的な違いなどによる呼称であって、そういう民族がいるわけではない）。
しかしセファルディム社会出身のアルカライの考え方も先駆のひとつである。しかし、このような視点を初めて大きく提示したのはラビ・歴史家のアーサー・ハーツバーグであった。
エルサレムで少年時代を過ごし、カバラー主義者の強い影響を受ける。1825年（27歳）、ベオグラードの対岸にあるハンガリー王国のセレーム県県都ジモニ（ゼムン、ゼムリン）のセファルディム系ユダヤ教徒コミュニティの首席ラビになる（ちなみに、1826年アッケルマン条約によってセルビアの自治が認められ、1828年～1829年の第一次バルカン戦争によってセルビアが独立する）。
彼の活動した時代は、バルカン半島の諸民族がオスマン帝国からの独立を目指して戦っていた時期であり、バルカン半島はナショナリズムの時代に入っていた。そのような政治的状況下で、彼やセファルディム・ロマニオットのユダヤ教徒社会は「ナショナリズム」という新思想の影響と無縁であるはずがなかった。
1874年にエルサレムに帰還し、その地に永住・逝去。

## 理論
著書の中で、聖地での贖罪に必要な前提として、人間自身の努力によりイスラエルの地にユダヤ人の町や村を建設することを提唱し、「贖罪」はユダヤ教徒自身の努力とともに始まる、と述べた。
また、民数記10章36節などが、自身の努力によるユダヤ教復興の計画を与えたといわれている。
この考え方は正統派ユダヤ教の「メシアは唯一神による奇跡的な出来事によってしかもたらされない」という考え方とは矛盾したが、このような考え方は、後に「宗教シオニズム」的潮流が広がってゆくなか、ラビのイツハク・クックらによって蘇ることとなった。

## なぜ埋没してしまったか
オスマン帝国のセファルディム・ロマニオット・その他の社会は繁栄をきわめたから、時代からしてもユダヤ教徒の「ナショナリズム」が生まれても不思議ではい。
彼はユダヤ教のメシア待望論の伝統の上に、「ナショナリズム」的な新たな動機を付け加えたが、しかし当時はまだそれを政治運動として具現化する人物もなく、時代もそのような人物を必要としていなかったから埋没していったのだ、とも言われる。

## 外国語の参考資料
- Fürst, Bibl. Jud. i. 39;
- Zedner, Cat. Hebr. Books Brit. Mus. p. 43;
- モーリッツ・シュタインシュナイダー：Hebr. Bibl. i. 28, v. 86;
- Jew. Quart. Rev. xi. 605.H. G. E.

By : H. G. Enelow